# 北嶺町
北嶺町（きたみねまち）は、東京都大田区の町名。「丁目」の設定のない単独町名である。住居表示実施済区域。

## 地理
東京都大田区の北西部に位置する。北部と東部は南雪谷に接する。南部は横須賀線（品鶴線）に接し、これを境に東嶺町・久が原にそれぞれ接する。西部は環八通り（東京都道311号環状八号線）に接し、これを境に田園調布本町に接する。町域内を東急池上線の線路が通っており、当地南部に御嶽山駅がある（横須賀線には駅はない）。駅周辺は小規模な商業地となっているが、その他は住宅地となっている。

## 世帯数と人口
2024年（令和6年）4月1日現在（東京都発表）の世帯数と人口は以下の通りである。
- 世帯数 : 3,165世帯
- 人口 : 5,693人

### 人口の変遷
国勢調査による人口の推移。
| 年                 | 人口  |
| ------------------ | ----- |
| 1995年（平成7年）  | 5,128 |
| 2000年（平成12年） | 5,096 |
| 2005年（平成17年） | 5,005 |
| 2010年（平成22年） | 5,434 |
| 2015年（平成27年） | 5,493 |
| 2020年（令和2年）  | 5,796 |

### 世帯数の変遷
国勢調査による世帯数の推移。
| 年                 | 世帯数 |
| ------------------ | ------ |
| 1995年（平成7年）  | 2,419  |
| 2000年（平成12年） | 2,454  |
| 2005年（平成17年） | 2,472  |
| 2010年（平成22年） | 2,808  |
| 2015年（平成27年） | 2,899  |
| 2020年（令和2年）  | 3,185  |

## 学区
区立小・中学校に通う場合、学区は以下の通りとなる（2023年3月時点）。
| 番地                                           | 小学校                   | 中学校                 |
| ---------------------------------------------- | ------------------------ | ---------------------- |
| 1番の一部 2番の一部 3〜9番 36番の一部 39〜48番 | 大田区立調布大塚小学校   | 大田区立東調布中学校   |
| 10〜11番 31〜35番 36番の一部 37〜38番          | 大田区立東調布第一小学校 | 大田区立東調布中学校   |
| 12〜20番 21番の一部 27〜30番                   | 大田区立松仙小学校       | 大田区立東調布中学校   |
| 21番の一部 22〜26番                            | 大田区立松仙小学校       | 大田区立大森第十中学校 |
| 21番の一部                                     | 大田区立松仙小学校       | 大田区立雪谷中学校     |
| 1番の一部 2番の一部                            | 大田区立雪谷小学校       | 大田区立雪谷中学校     |

## 事業所
2021年（令和3年）現在の経済センサス調査による事業所数と従業員数は以下の通りである。
- 事業所数 : 218事業所
- 従業員数 : 1,683人

### 事業者数の変遷
経済センサスによる事業所数の推移。
| 年                 | 事業者数 |
| ------------------ | -------- |
| 2016年（平成28年） | 229      |
| 2021年（令和3年）  | 218      |

### 従業員数の変遷
経済センサスによる従業員数の推移。
| 年                 | 従業員数 |
| ------------------ | -------- |
| 2016年（平成28年） | 1,577    |
| 2021年（令和3年）  | 1,683    |

## 交通
町域内に東急池上線御嶽山駅が置かれている。北部では隣の雪が谷大塚駅も利用できる。

## 施設
- 大田区立かにくぼ公園
- 御嶽神社
- 本覚寺
- イオンスタイル御嶽山駅前
- オオゼキ御嶽山店
- サンマルクカフェ御嶽山店[14]
- バーガーキング御嶽山駅前店

## その他

### 日本郵便
- 郵便番号 : 145-0073[2]（集配局 : 田園調布郵便局[15]）。